# ロケットレーシング
『ロケットレーシング』（Rocket Racing）は、Psyonix開発・Epic Games運営によるレースゲーム。
『フォートナイト』のゲームモードのひとつ。

## 概要
本作はフォートナイト内のひとつのゲームモードとなっているため、ゲーム内のロビーから選択することでプレイできる。Epic Gamesまたはクリエイターが制作したトラックを舞台に、最大12人でレースを行い順位を競う。レースでは障害物を飛び越えたり、壁や天井を走行するなどロケットレーシング独自の特徴がある。また、全てのプレイヤーが同じ性能の車を使用するため、スキル以外でのアドバンテージが生じないことも特徴の一つである。
プレイヤーは特定のチャレンジをクリアするか、『フォートナイト』のバトルパスを購入してレベルを上げることで、車のデザインをカスタマイズするアイテムを入手できる。または、フォートナイトのゲーム内通貨であるV-bucksを使用してアイテムショップでそれらを購入することもできる。また、ロケットレーシングでアンロックしたアイテムはロケットリーグと互換性があるため、そのゲーム内で使用することができる。